# NGC 4126
NGC 4126 est une galaxie lenticulaire située dans la constellation de la Chevelure de Bérénice. NGC 4126 a été découverte par l'astronome germano-britannique William Herschel en 1784.

## Caractéristiques
Sa vitesse par rapport au fond diffus cosmologique est de 7 111 ± 23 km/s, ce qui correspond à une distance de Hubble de 104,9 ± 7,35 Mpc (∼342 millions d'al).
À ce jour, une mesure non basée sur le décalage vers le rouge (redshift) donne une distance d'environ 70,300 Mpc (∼229 millions d'al). Cette valeur est loin à l'extérieur des valeurs de la distance de Hubble.